# Masakazu Tashiro
Masakazu Tashiro (田代 真一 Tashiro Masakazu?, Tokio, 26 de junio de 1988) es un futbolista japonés que juega como defensa en el Omiya Ardija.

## Trayectoria

### Clubes
| Club                          | País  | Año       |
| ----------------------------- | ----- | --------- |
| Yokohama F. Marinos           | Japón | 2007-2013 |
| F. C. Machida Zelvia (cedido) | Japón | 2011-2012 |
| JEF United Chiba              | Japón | 2014-2015 |
| Montedio Yamagata             | Japón | 2016      |
| V-Varen Nagasaki              | Japón | 2017-2018 |
| Yokohama FC (cedido)          | Japón | 2018      |
| Yokohama FC                   | Japón | 2019-2021 |
| F. C. Machida Zelvia (cedido) | Japón | 2021      |
| Omiya Ardija                  | Japón | 2022-     |

## Estadística de carrera

### J. League
| Club                | Año   | J. League | J. League | Copa J. League | Copa J. League | Total | Total |
| Club                | Año   | Part.     | Goles     | Part.          | Goles          | Part. | Goles |
| ------------------- | ----- | --------- | --------- | -------------- | -------------- | ----- | ----- |
| Yokohama F. Marinos | 2007  | 0         | 0         | 0              | 0              | 0     | 0     |
| Yokohama F. Marinos | 2008  | 0         | 0         | 0              | 0              | 0     | 0     |
| Yokohama F. Marinos | 2009  | 5         | 0         | 5              | 0              | 10    | 0     |
| Yokohama F. Marinos | 2010  | 0         | 0         | 0              | 0              | 0     | 0     |
| FC Machida Zelvia   | 2012  | 34        | 0         | -              | -              | 34    | 0     |
| Yokohama F. Marinos | 2013  | 0         | 0         | 0              | 0              | 0     | 0     |
| JEF United Chiba    | 2014  | 3         | 0         | -              | -              | 3     | 0     |
| JEF United Chiba    | 2015  | 12        | 0         | -              | -              | 12    | 0     |
| Montedio Yamagata   | 2016  | 30        | 1         | -              | -              | 30    | 1     |
| V-Varen Nagasaki    | 2017  | 31        | 0         | -              | -              | 31    | 0     |
| Total               | Total | 115       | 1         | 5              | 0              | 120   | 1     |